# 김진왕
김진왕(金珍汪, 1962년 1월 10일 ~ )은 대한민국의 성형외과  전문의이다. 대한민국 교육과학기술부 한국과학기술총연합회(KOFST) 국제레이저의학회 회장이다.

## 생애
1962년 서울특별시에서 태어났다. 덕수초등학교와 경신고등학교를 졸업하였으며 연세대학교에서 성형외과 박사 학위를 취득하였다. 의대 졸업후 성형외과 전문의 과정을 마치고 의과대학교수가 되었다.